# 2e bataillon de chars de combat

Le 2e bataillon de chars de combat (2e BCC) est une unité de l'armée française créée en 1939 à partir du 501e régiment de chars de combat. Elle a participé à la campagne de France lors de la Seconde Guerre mondiale. 

## Historique de 2e BCC
Le 2e BCC est créé le 27 août 1939 à partir du 501e régiment de chars de combat dissous à Tours. Il prend la devise « À nul n'est second ». Sous les ordres du commandant François, il reçoit 45 chars Renault R35. Pendant la drôle de guerre, il stationne en Alsace sous les ordres du GBCC 501 de la Ve Armée. 
Il est rattaché le 15 mai 1940 à la 4e division cuirassée commandée par le général de Gaulle. Il est immédiatement engagé avec la division dans la bataille de Montcornet dans la direction de La Maison Bleue – Sissonne – Listet.  Le 19 mai, les 1re et 3e compagnies attaquent de nouveau en direction des ponts de la Serre, à Crécy-sur-Serre. Environ quatre chars sont détruits lors d'une première tentative vite abandonnée face aux antichars allemands du Panzerjäger-Lehr-Abteilung de la 10. Panzerdivision. Une seconde attaque est lancée, protégée par les chars D2 345e CACC. Les Français parviennent dans Crécy. Ils se replient au soir, le 2e BCC laissant de six à huit chars sur le terrain.
Le 20 mai, le régiment couvre le repli de la division derrière l'Aisne, subissant des pertes. Il est ensuite transféré dans la Somme. Face aux pertes subies lors des combats de Montcornet, le bataillon forme un bataillon de marche avec le 24e BCC.  
Avec cette organisation, il participe à la bataille d'Abbeville du 28 au 31 mai appuyant les coloniaux du 22e RIC. Après un début d'offensive prometteur, la division ne peut repousser les Allemands de l'autre côté de la Somme.  À la suite de ses combats, il ne reste plus qu'une poignée de chars et désormais l'histoire du bataillon se confond avec celle de la division.